# Grado istologico
In patologia e oncologia il grado istologico o grading,  detta anche classificazione di Broder, rappresenta una misura del grado di aggressività o grado di differenziazione cellulare di un tumore. In particolare, questo parametro descrive quanto la neoplasia si discosta, nel suo aspetto istologico, dal tessuto normale da cui ha preso origine.
Si distingue dalla stadiazione, che rappresenta una misura della diffusione del tumore.
Il grado istologico insieme alla stadiazione tumorale, sono utilizzati per valutare in maniera specifica ogni paziente oncologico, scegliere la migliore strategia di trattamento individuale e prevedere la prognosi.
Il sistema di grading più utilizzato prevede 4 gradi possibili:
- GX                Grado non determinato
- G1                Ben differenziato (grado basso): < 25% di cellule non differenziate
- G2                Moderatamente differenziato (grado intermedio) < 50% di cellule non differenziate
- G3                Scarsamente differenziato (grado alto) 50-75% di cellule non differenziate
- G4                Indifferenziato (grado alto) cioè anaplastico: > 75% di cellule non differenziate